# Sebastián Cáceres
Pour les articles homonymes, voir Cáceres.
Sebastián Cáceres, né le 18 août 1999 à Montevideo en Uruguay, est un footballeur uruguayen qui évolue au poste de défenseur central au Club América.

## Biographie

### Liverpool Fútbol Club
Natif de Montevideo en Uruguay, Sebastián Cáceres est formé par l'un des clubs de la capitale uruguayenne, le Liverpool Fútbol Club. Il débute en professionnel le 26 août 2017, en championnat, contre le CA Peñarol. Ce jour-là, il entre en jeu à la 71e minute, et son équipe perd la partie (2-1). Au cours de l'année 2018, il devient titulaire au sein de l'équipe en défense centrale. Le 24 février 2019, il inscrit son premier but en professionnel, lors d'un match de championnat face au CA Fénix. Cette rencontre prolifique en buts se solde par un match nul (4-4).

### Club América
Le 15 janvier 2020 Sebastián Cáceres s'engage pour un contrat courant jusqu'en décembre 2022 avec le Club América, au Mexique. Il joue son premier match sous ses nouvelles couleurs le 23 février 2020, lors d'une rencontre de championnat face au CF Monterrey. Il entre en jeu à la place de Andrés Ibargüen (en) lors de cette rencontre remportée par son équipe sur le score de un but à zéro.

### En équipe nationale
Avec les moins de 20 ans, il participe au championnat sud-américain des moins de 20 ans en début d'année 2019. Lors de cette compétition, il joue neuf matchs. Il officie comme capitaine lors de l'avant dernier match contre l'Argentine. L'Uruguay se classe troisième du tournoi. Il dispute ensuite quelques mois plus tard la Coupe du monde des moins de 20 ans organisée en Pologne. Lors du mondial junior, il ne joue qu'un seul match, contre le Honduras, où il délivre une passe décisive. Les Uruguayens s'inclinent en quart de finale face à l'Équateur.

## Statistiques

### En sélection nationale
| Saison                | Sélection             | Phases finales        | Phases finales | Phases finales | Phases finales | Éliminatoires CDM | Éliminatoires CDM | Éliminatoires CDM | Matchs amicaux | Matchs amicaux | Matchs amicaux | Total | Total | Total |
| Saison                | Sélection             | Compétition           | M              | B              | Pd             | M                 | B                 | Pd                | M              | B              | Pd             | M     | B     | Pd    |
| --------------------- | --------------------- | --------------------- | -------------- | -------------- | -------------- | ----------------- | ----------------- | ----------------- | -------------- | -------------- | -------------- | ----- | ----- | ----- |
| 2022-2023             | Uruguay               | Coupe du monde 2022   | -              | -              | -              | -                 | -                 | -                 | 3              | 0              | 0              | 3     | 0     | 0     |
| 2023-2024             | Uruguay               | Copa América 2024     | 5              | 0              | 1              | 6                 | 0                 | 0                 | 2              | 0              | 0              | 13    | 0     | 1     |
| 2024-2025             | Uruguay               | -                     | -              | -              | -              | 1                 | 0                 | 0                 | -              | -              | -              | 1     | 0     | 0     |
| Total sur la carrière | Total sur la carrière | Total sur la carrière | 5              | 0              | 1              | 7                 | 0                 | 0                 | 5              | 0              | 0              | 17    | 0     | 1     |